# Jaroslav Kamarýt (konstruktér)
Jaroslav Kamarýt (13. listopadu 1943 Praha – 27. dubna 2017 tamtéž) byl letecký konstruktér a soudní znalec v oblasti letectví.

## Kariéra

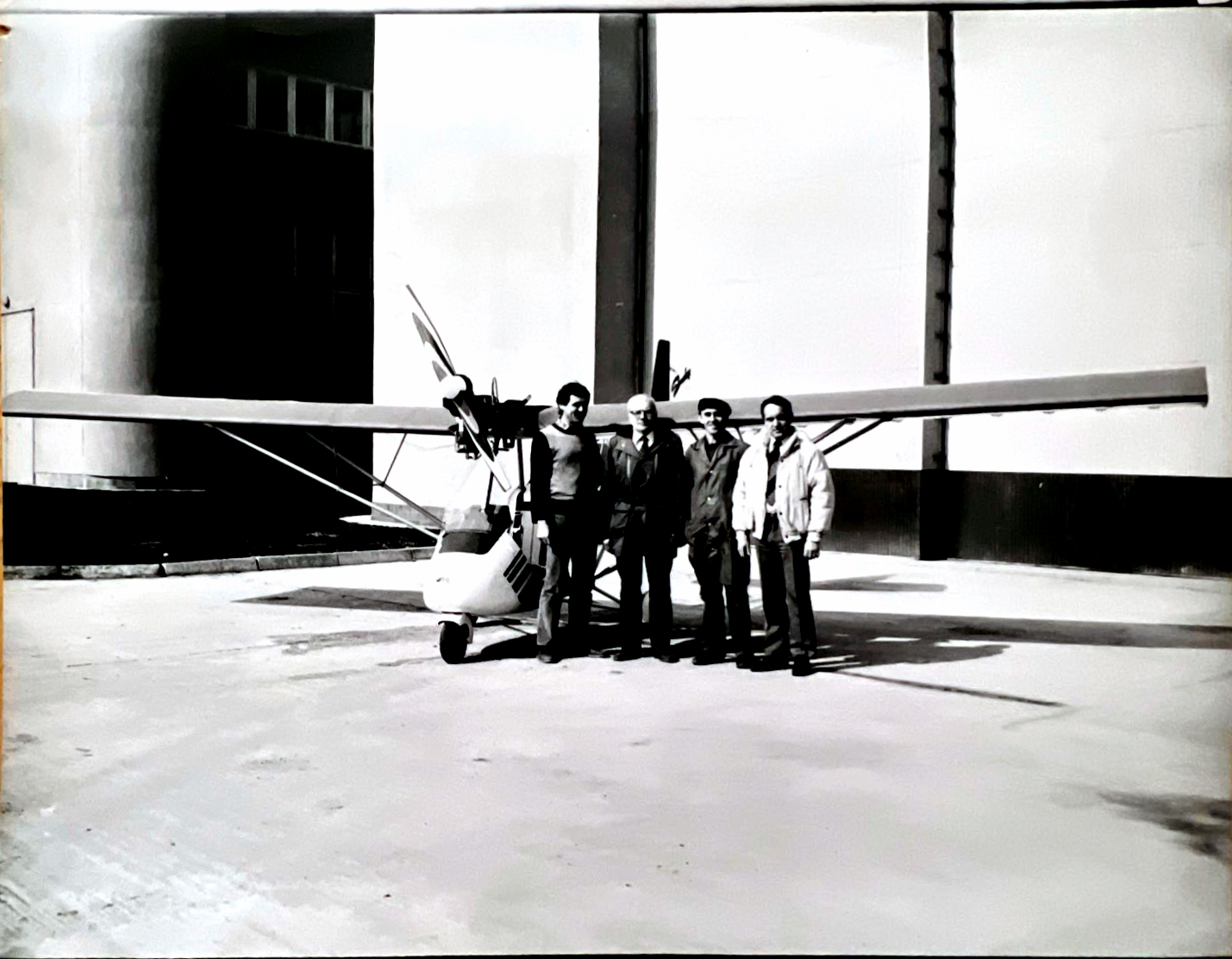
Tým tvůrců LK-2 Sluka

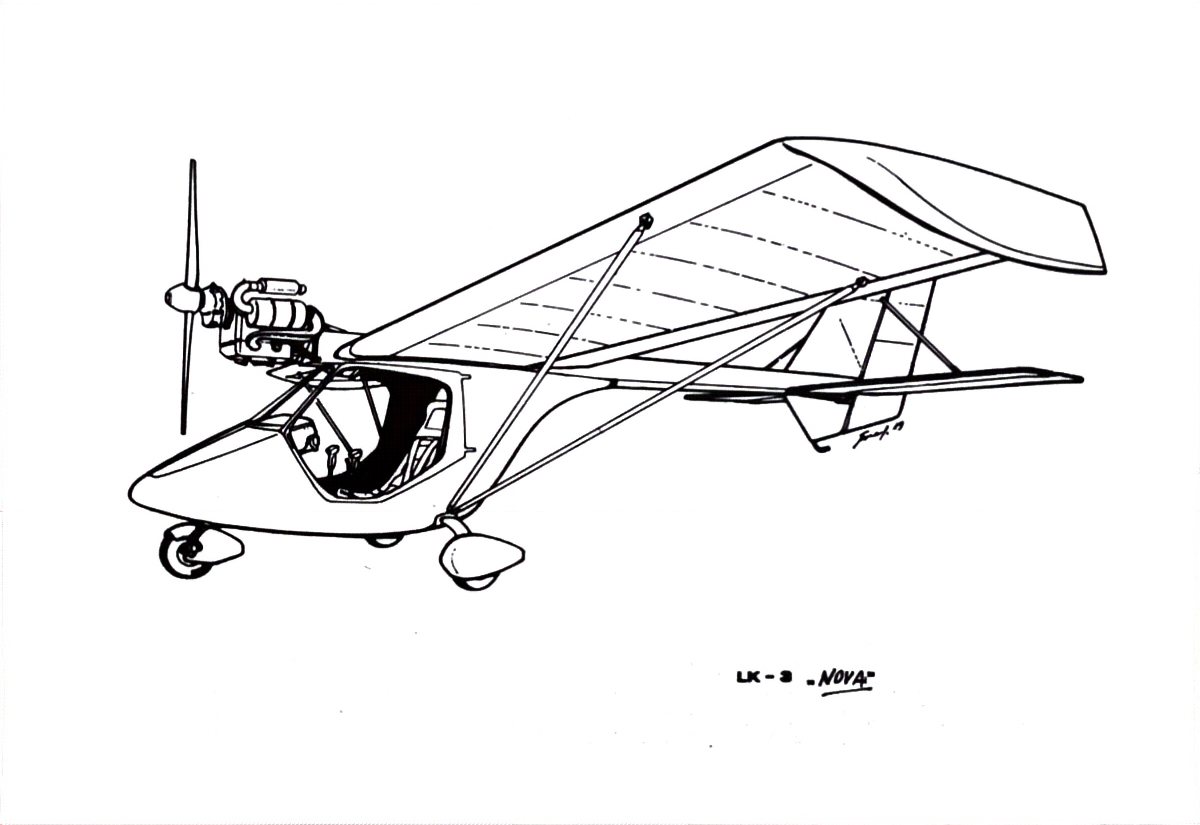
LK-3 Nova

Po absolutoriu Vojenské akademie v Brně (1962–68) nastoupil do podniku Letov do oddělení leteckých simulátorů (1969–1987), kde se věnoval dynamice letu. Následně se stal vedoucím konstrukce ultralehkých letadel (1987–1993). V roce 1993 nastoupil do Úřadu pro civilní letectví. Současně se v roce 1994 stal soudním znalcem v oblasti letectví.
Spolu se svým celoživotním kamarádem Janem Šimůnkem stál u zrodu druhého (v té době) postaveného amatérského letadla ŠK-1 Trempík (1979), se kterým se zúčastnili řady leteckých dnů v Československu i v zahraničí (Offenburg – SRN, Brienne-le-Chatteau – Francie, Cranfield – Velká Británie).
Zasloužil se konstrukci a následnou průmyslovou výrobu jednomístného ultralehkého letadla LK-2 Sluka, a též dvoumístného LK-3 Nova, které zůstalo u prototypu.